# Ben Ray Luján
Ben Ray Luján (Santa Fe, 1972. június 7. –) amerikai politikus, szenátor (Új-Mexikó, 2020 – ), kongresszusi képviselő (Új-Mexikó, 2009 – 2021). A Demokrata Párt tagja.

## Pályafutása
Miután 1990-ben elvégezte a középiskolát, az albuquerque-i University of New Mexico egyetemen szerzett alapdiplomát 1995-ben, majd a New Mexico Highlands University egyetemen posztgraduális diplomát kapott 2007-ben. Eközben Új-Mexikó állam közigazgatásában dolgozott, pénzügyi vonalon.
2008-ban beválasztották a washingtoni képviselőházba. A következő öt ciklusban újraválasztották, így végül 2009. január 3-tól 2021. január 3-ig képviselte Új-Mexikót az alsóházban.
A 2020-as választáson nem jelöltette újra magát, hanem a politikától visszavonuló Tom Udall szenátor megüresedő helyét pályázta meg a washingtoni szenátusban. A választást, ahol fő ellenfele a republikánus Mark Ronchetti volt, megnyerte, és így 2021. január 3-án letehette a szenátori esküt. Mandátuma 2027. január 3-án jár le.